# Lady Andrade
Lady Patricia Andrade Rodríguez (Bogotá, 1992. január 10. –) kolumbiai női válogatott labdarúgó. A spanyol élvonalbeli Deportivo La Coruña támadó középpályása.

## Pályafutása

### Klubcsapatokban

#### Inter de Bogotá
Andrade ötévesen kezdett focizni és tízévesen már az Inter de Bogotá teremlabdarúgói között szédítette ellenfeleit  labdaelhúzásaival, melyek védjegyévé váltak.

#### Formas Íntimas
2010-ben csatlakozott a Formas Íntimas gárdájához és az Antioquia megyei bajnokságban nagypályán is kamatoztatta tudását. A klubbal több alkalommal is indultak a Libertadores kupában, ahol a 2011-es és a 2012-es sorozatban is gólokat jegyzett.

#### Sporting Huelva
A spanyol Sporting Huelva ajánlatát elfogadva 2013 januárjában Európába igazolt a Primera División hátralévő részére, azonban féléves kontraktusa alatt nem tudott pályára lépni és május 5-én közös megegyezéssel bontották fel szerződését.

#### PK-35 Vantaa
A finn együttessel már 2013 februárjában előszerződést kötött, de a féléves megállapodás májustól vált érvényessé, miután spanyolországi kötelezettségeit teljesítette. A bajnokságban 10 mérkőzésen 3 találatával segítette klubját a bajnoki ezüstérem megszerzéséhez.

#### Western New York Flash
2015. július 22-én írt alá a Western New York Flash csapatához, akiknél két szezont töltött.

#### Antalyaspor
Antalyában első mérkőzésén kétszer is betalált a Beşiktaş hálójába és az alapszakasz negyedik helyén végeztek, ennek ellenére a rájátszásban elveszítették korábbi formájukat és az ötödik helyen végeztek.

#### Independiente Santa Fe
2017. február 10-én visszatért hazájába és az Independiente Santa Fe keretével vett részt az első alkalommal kiírt országos bajnokságban. A sorozatban 8 találkozón 1 gólt és bajnoki címet szerzett csapatával.

#### Atlético Nacional
A 2018-as idényt Medellínben kezdte az Atlético Nacional gárdájánál. A zöld-fehérekkel megnyerte az alapszakaszt és 4 gólt vállalt 8 találkozón, a rájátszás 4 meccsén pedig három alkalommal zörgette meg ellenfelei hálóját. A döntőben tizenegyes párbajban maradtak alul az Atlético Huila csapatával szemben.

#### Milan
A Rossonerik a 2018-as szezon elején érdeklődtek Andrade iránt, de munkavállalási engedély híján nem állhatott leendő csapata rendelkezésére a 2018–19-es szezonban.
2019 júliusára minden akadály elhárult és a koronavírus-járvány miatt idő előtt félbeszakadt szezonban 8 bajnokin és 1 kupameccsen lépett pályára, melyeken 1 találatot szerzett.

#### Deportivo de La Coruña
A spanyol bajnokságban érdekelt Deportivo 2020. július 7-én jelentette be érkezését.

### A válogatottban

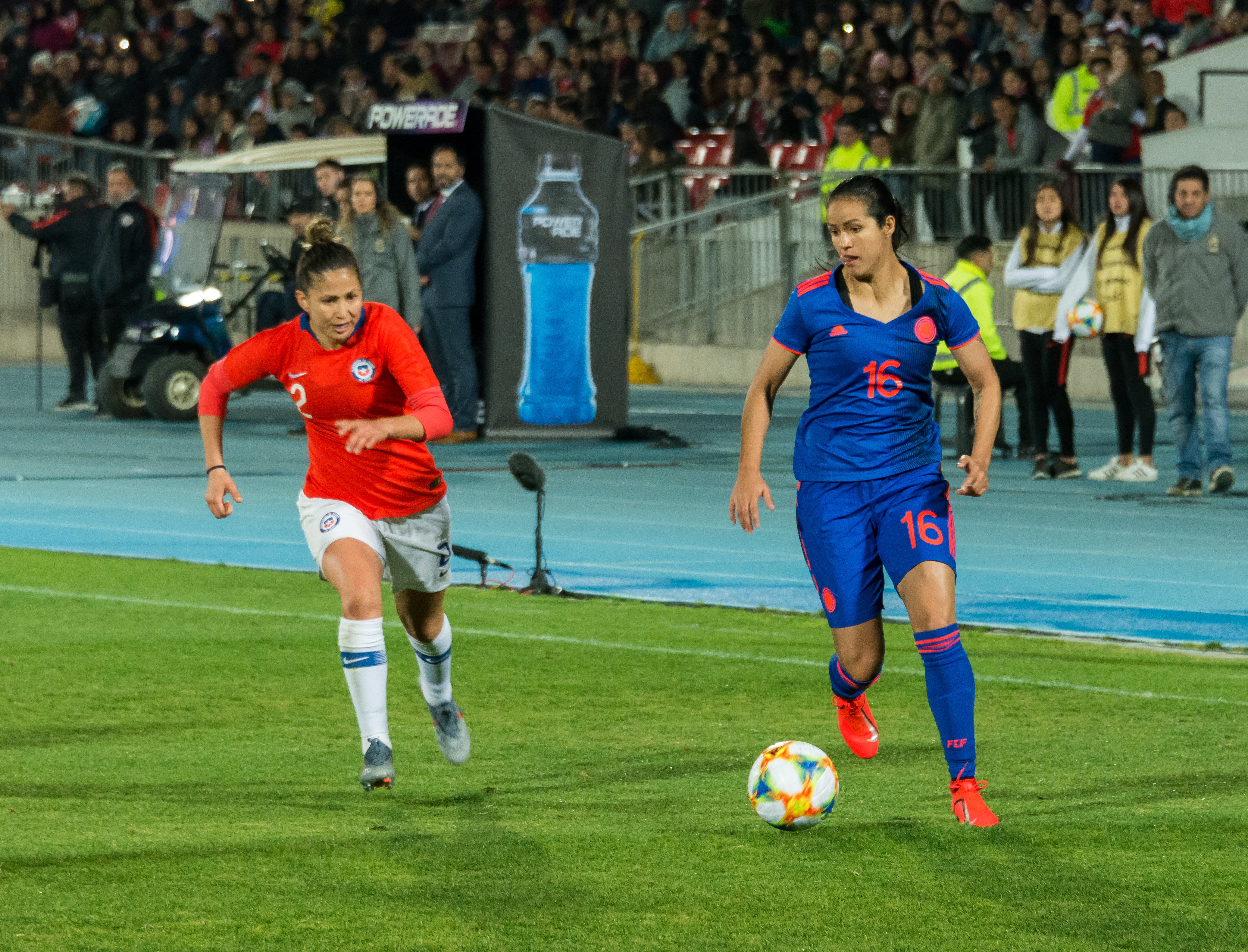
Chile ellen 2019. május 19-én.

2008-ban a chilei U17-es dél-amerikai bajnokságon mutatkozott be első alkalommal nemzeti színekben és bár nem sok fellépése volt a rendezvényen, a sorozat végén aranyéremmel térhetett haza.
2010-ben a U20-as vb csoportkörében egy gólt szerzett a franciák ellen, végül a bronzmérkőzésen kaptak ki a dél-koreai csapattól.
Részt vett a 2011-es világbajnokságon és a 2012-es londoni olimpiai játékokon, ahol az amerikaiak elleni meccsen szemen ütötte Abby Wambach-et, amiért két mérkőzéses eltiltást kapott.
A 2015-ös világbajnokságon a torna egyik legnagyobb meglepetését szolgáltatva 2–0 arányban fektették két vállra a jóval esélyesebb francia válogatottat. Andrade a 19. percben szerezte meg csapatának a vezetést és a mérkőzés legjobbjának választották. Anglia ellen szintén betalált és pazar játékával keltette fel a figyelmet.  Két góljával hazája legeredményesebb játékosaként búcsúzott a legjobb 16 között az amerikaiak ellen.
A Limában megrendezett 2019-es Pánamerikai játékok döntőjében tizenegyesekkel múlták felül Argentína legjobbjait.

## Sikerei, díjai

### Klubcsapatokban
Kolumbiai bajnok (1):
- Independiente Santa Fe (1): 2017

 Kolumbiai bajnoki ezüstérmes (1):
- Atlético Nacional (1): 2018

 Finn bajnoki ezüstérmes (1):
- PK-35 Vantaa (1): 2013

 Finn kupagyőztes (1):
- PK-35 Vantaa (1): 2013

### A válogatottban
Kolumbia
- Pánamerikai Játékok győztes (1): 2019
- Copa América ezüstérmes (1): 2014
- U17-es dél-amerikai-bajnok (1): 2008